# 샌프란시스코 시영 철도
샌프란시스코 시영 철도(영어: San Francisco Municipal Railway, 약칭 SF 뮤니(SF Muni) 또는 뮤니(Muni))는 미국의 캘리포니아주의 샌프란시스코 시 산하의 샌프란시스코 시영 교통국(SFMTA)에 의해 운영되는 대중 교통이다.
2006년을 기준으로 약 7억 달러의 운영 예산으로 46.7 제곱마일 (121 km2)에 걸쳐 교통 서비스를 제공하고 있으며, 수송 인원은 210,848,310명을 기록하여, 미국 내에서 7번째로 큰 교통 시스템이며, 캘리포니아에서는 로스앤젤레스 메트로 다음으로 큰 교통 시스템이다.
차량 평균 속도는 8.1 mph (13.0 km/h)로 미국에서 가장 느리고 운행 비용이 가장 비싼 도시 교통 시스템 중 하나로, 버스는 마일당 19.21달러, 열차는 24.37달러의 비용이 든다. 그러나 유사한 운송 회사들보다 거리당 탑승률이 더 많고 운행 중인 차량도 더 많다.
뮤니는 1년에 365일을 운행하며 베이 에어리어 도시철도(BART), 칼트레인, 샘트랜스, 골든 게이트 트랜싯, AC 트랜싯과 같은 지역 교통 서비스와 연결되는 샌프란시스코 시내 대중 교통의 필수적인 부분이다. 뮤니 노선읔 54개의 버스 노선, 17개의 트롤리 버스 노선, 도시의 유일한 지하철 구간(뮤니 메트로)과 지상 구간에서 운행되는 7개의 라이트 레일 노선, 3개의 케이블카 노선, 2개의 보존전차 노선으로 구성되어 있다. 샌프란시스코의 주간 평일 인구가 일반 거주 인구를 초과하기 때문에 평일 승차자들은 통근자들이 대부분이다. 뮤니는 BART의 4개 지하철역과 공유하고 있다.

## 운영

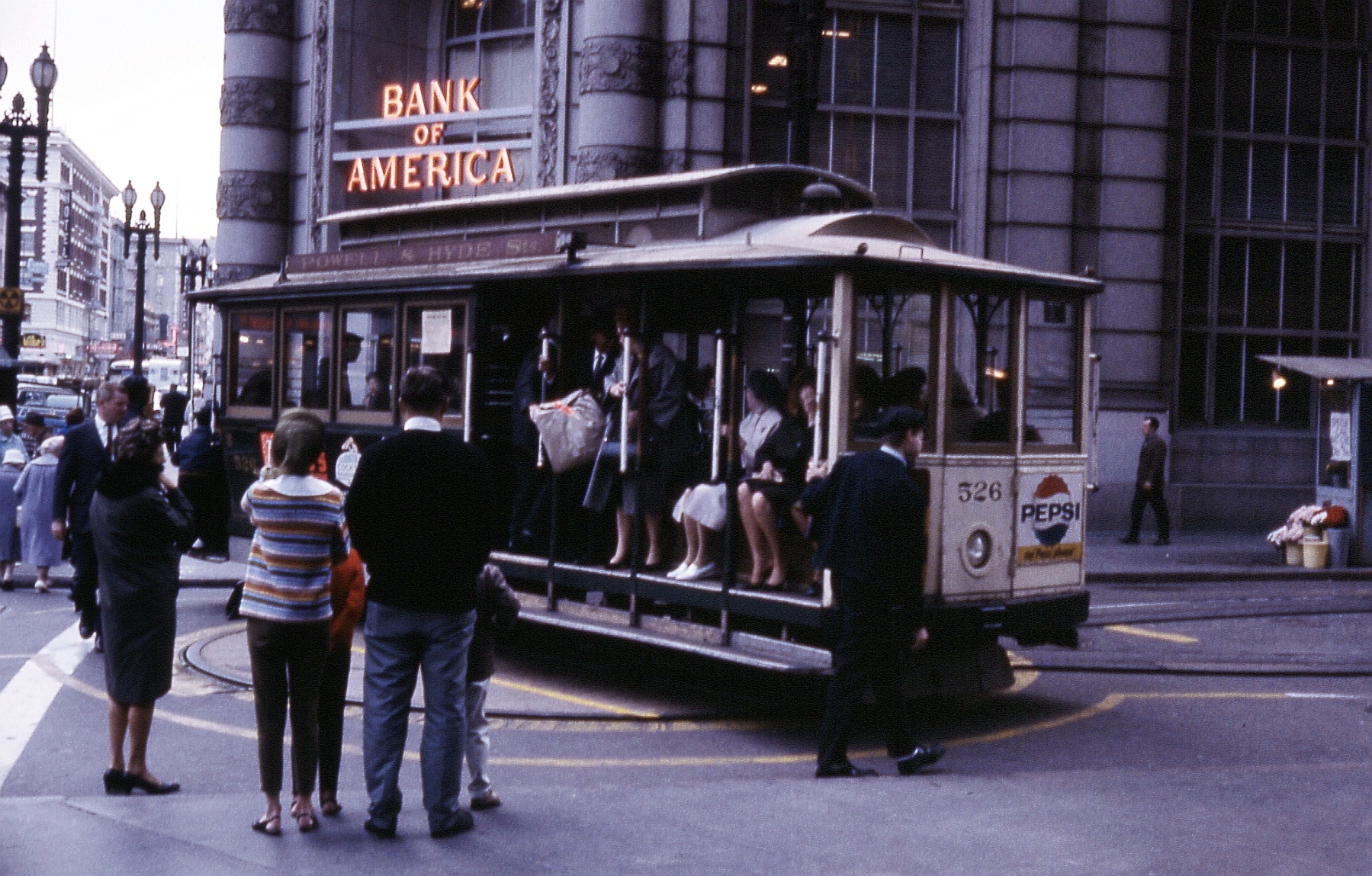
1964년 8월 종점에서 회전중인 케이블카

대부분의 버스 노선은 출퇴근 시간에는 5분에서 15분, 정오에는 5분에서 20분 간격으로, 오후 9시에서 자정까지 약 10분에서 20분, 그리고 심야 "올빼미" 노선의 경우 대략 30분 간격으로 운행된다. 주말에는 대부분의 뮤니 버스 노선이 10분에서 20분 간격으로 운행된다. 그러나, 특히 운행 빈도가 낮은 노선과 오래된(배터리백업 이전의 방식) 트롤리 버스 노선의 경우, 신뢰성에 대한 불만이 시스템 전체에 문제되고 있다. 뮤니는 85%가 요구하는 정시 운행의 목표를 달성하는데 어려움을 겪고 있다.
모든 뮤니 노선은 샌프란시스코 시경계 내에서 운행되고 있으나, 일부 노선은 인근 댈리 시티(Daly City)의 북부에서도 운행되고, 주말과 공휴일에는 마린 헤드랜드(Marin Headlands) 지역으로 가는 76X 마린 헤드랜드 급행선이 운행된다. 대부분 시외 연결은 BART와 칼트레인 중전철, 트랜스베이 터미널의 AC 트랜싯 버스, 골든 게이트 트랜싯과 샘트랜스 다운타운에서 운행된다.
시내 전역의 버스와 전차 정류장은 지하철역의 고상 승강장과 널리 사용되는 노면 정류장에서부터 작은 대피소에 표지판에 전신주 또는 도로 표면에 있는 간단한 노란 줄무늬 표시까지 다양하다. 정류장의 70%는 권장 범위인 800–1,000 피트 (240–300 m)보다 더 가깝게 간격을 두고 있다.

## 노선명
버스와 트롤리버스 노선은 번호 표기를 사용하고, 철도 노선은 알파벳 표기를 사용하며, 세 개의 케이블카 노선은 일반적으로 노선명만으로 언급된다(Powell-Mason, Powell-Hyde, California).

## 요금제
케이블카를 제외한 현금 운임은, 성인의 경우 2.75달러, 65세 이상 노인, 5-18세, 장애인, Medicare 카드 소지자의 경우 1.35달러이다. 또한 저·중소득층 노인, 샌프란시스코에 거주하는 장애인, 성인 1명당 최대 3명의 어린이에게 무료 혜택을 제공한다. 클리퍼 카드와 뮤니모바일(MuniMobile) 요금은 성인 2달러 50센트, 노인, 청소년, 장애인 1달러 25센트이다. 언제든지 운임검사원이 요구할 수 있는 지불 증명서는 클리퍼 카드, 무니 패스포트(Muni Passport), 또는 종이 환승권이다. 1회 요금은 90분에서 120분 동안 무제한의 환승이 가능하다. 케이블카는 편도 7달러로, 승차자가 뮤니 패스포트나 패스트 패스(Fast Pass)를 가지고 있지 않는 한 환승되지 않는다. 2017년 7월 기준으로 월정기권 요금은 성인 75달러 (BART 특혜로 도시 구역내 94달러), 저소득층 거주자에게는 38달러 (라이프라인패스(Life Line Pass)), 청소년, 노인 및 장애인은 38달러이다. 케이블카를 포함한 모든 뮤니 노선에서 유효하며 성인 Fast Pass는 샌프란시스코 전역에서 BART 통과를 허용한다.(엠바카데로 역과 발보아 파크 역 사이). 다른 정기권과 stickers는 케이블카를 포함한 모든 뮤니 노선에서 사용가능하지만 BART(BART-Plus 티켓 유형 제외)에서는 사용할 수 없다.
케이블카 요금은 1회 이용에 7달러인데, 환승이나 승인이 없다. "Passports"는 우편이나 시내 여러 곳에서 구입할 수 있는 접이식 스크래치오프형 정기권이다. 케이블카를 포함한 모든 일반 노선에서 사용가능하며, 1일권은 20달러, 3일권은 31달러, 7일권은 40달러다.
뮤니는 클리퍼(Clipper, 구 TransLink)로 알려진 듀얼 모드 스마트카드 결제 시스템을 구현했다. transponders는 적어도 2004년부터 사용되어 왔으며 2010년 대부분의 종이 월정기권을 대체했다. BART, 칼트레인, 골든 게이트 트랜싯, VTA, AC 트랜싯, 샘트랜스, SMART, 샌프란시스코만 페리는 클리퍼 시스템을 활용한다.

## 버스

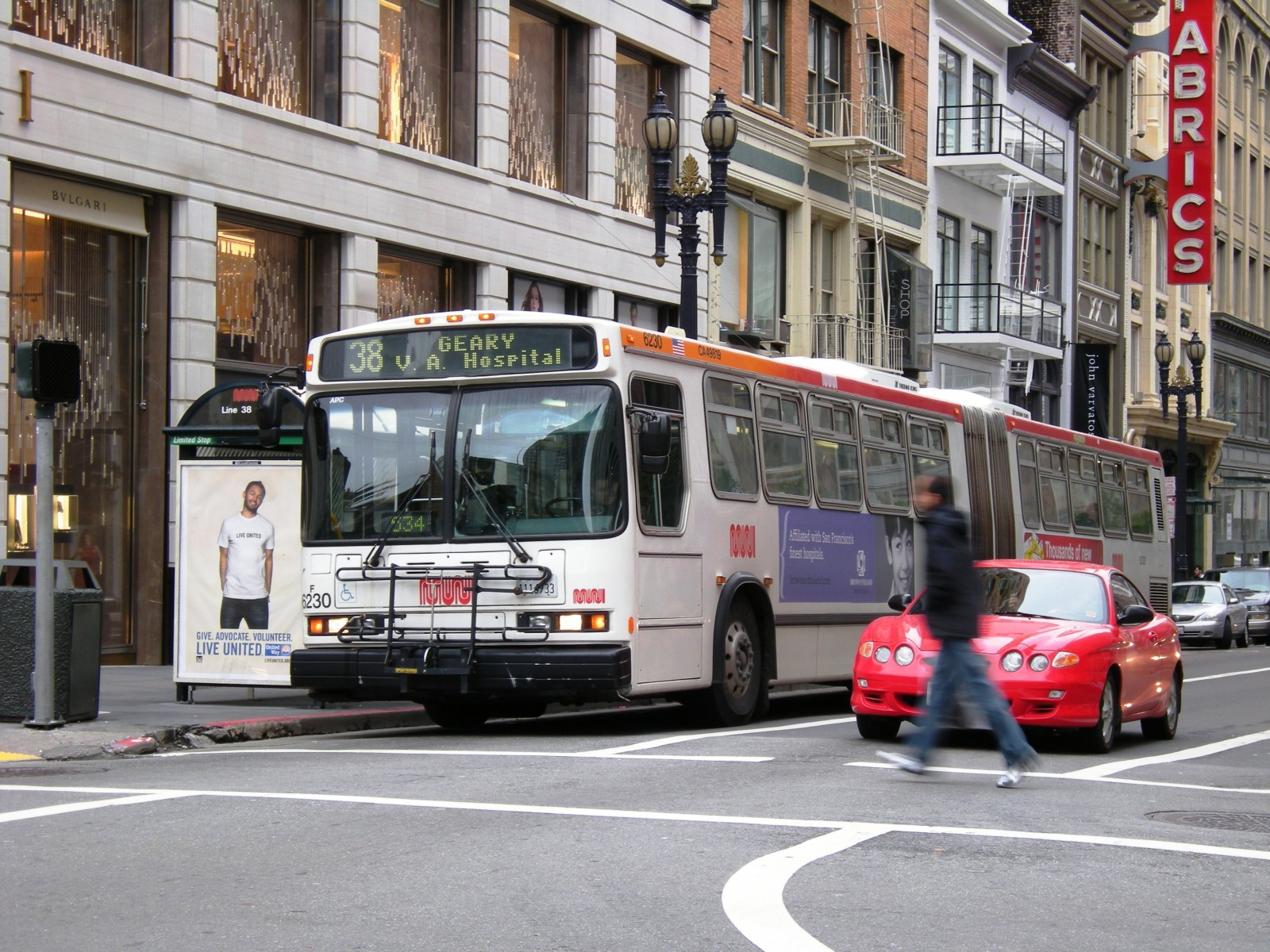
뮤니 버스 38번 노선(38 Geary)의 굴절 버스

일반적인 버스와 함께 트롤리버스도 운행되고 있다. 노선 수는 55로 모든 정류장에 정차하며, 표준 버스 노선 외에 쾌속 노선과 급행 노선, 심야 노선도 운행된다. 대부분의 노선에서는 보통 크기의 노선 버스 차량이 사용되지만, "14 Mission"과 "38 Geary"등의 수송량이 많은 노선에서는 트롤리의 여부에 관계 없이 굴절 버스가 사용되고 있다.

### 특수 노선

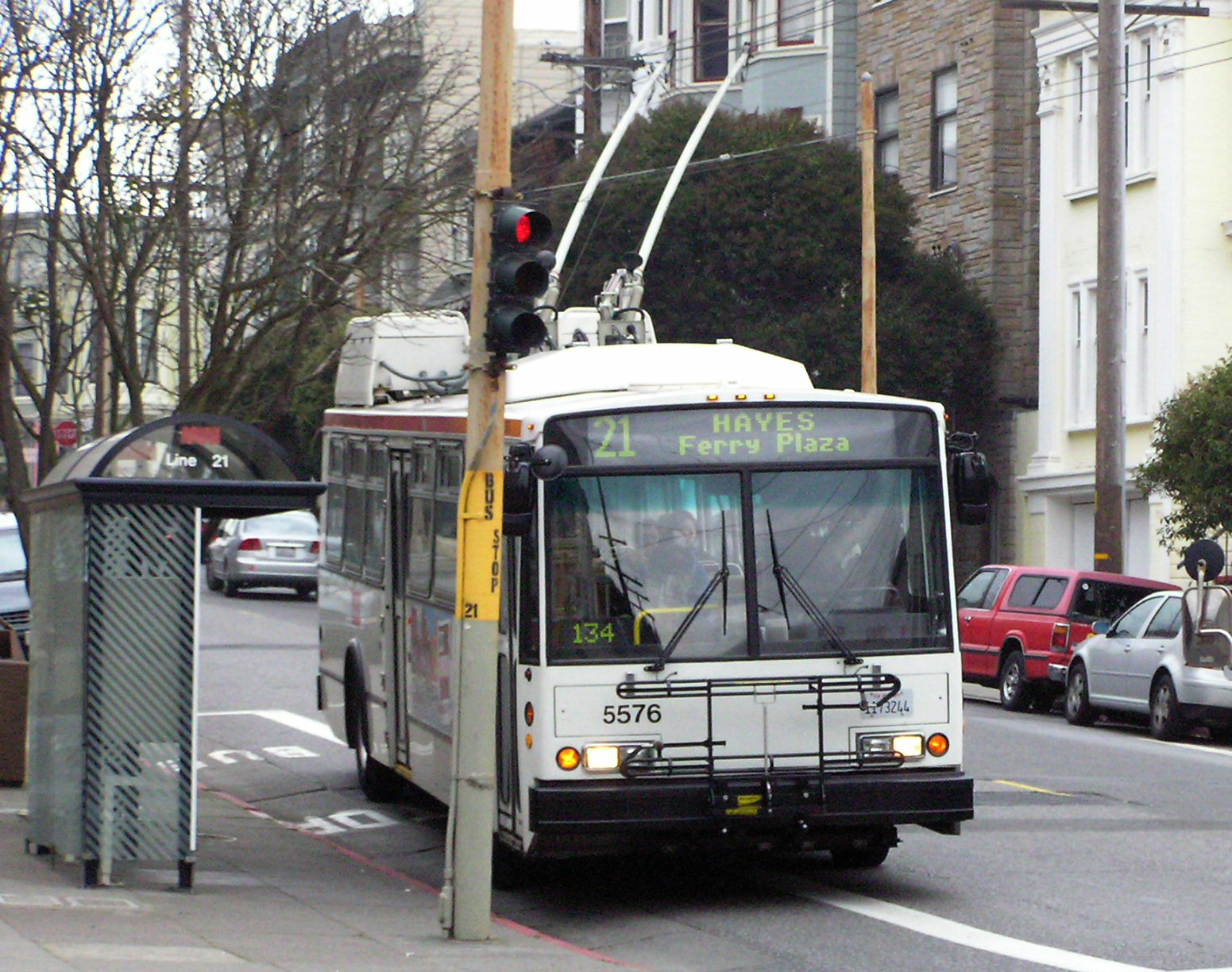
21번(21-Hayes) 트롤리버스

뮤니는 오전 1시부터 오전 5시까지 운행하는 14개의 특급(express), 5개의 급행(Rapid), 12개의 야간 버스 노선을 운영한다. 샌프란시스코 자이언츠 경기의 경우, AT&T 파크 간의 N선과 T선간 운행을 보완하는 "야구 셔틀(baseball shuttles)"을 추가 운행한다.
특급 노선은 혼잡 시간에만 운영된다. 아침에는 도심지(금융 지구)로 들어가 운행하고, 저녁에는 도심지에서 바깥으로 운행한다. 모든 특급 노선에는 노선번호 뒤에 "X", "AX"또는 "BX"가 있다. 일부 노선은 A특급과 B특급으로 구분된다. B특급은 더 짧고 도심과 가까운 정류장이 있는 반면, A특급은 도심에서 더 멀리 정차하며 B 특급 정류장에는 거의 정차하지 않는다. 현재의 8호선(8 Bayshore)인 8호선 특급(8X Bayshore Express)은 2015년 4월 25일 특급운행이 중단될 때까지 매일 운행되었던 유일한 특급 노선이었다.
급행 노선은 노선번호 뒤에 "R"이 있으며, 해당 일반(standard) 노선의 정류장의 일부에만 정차한다(일반적으로 3번째 정류장마다 및 환승 지점).

## 경전철

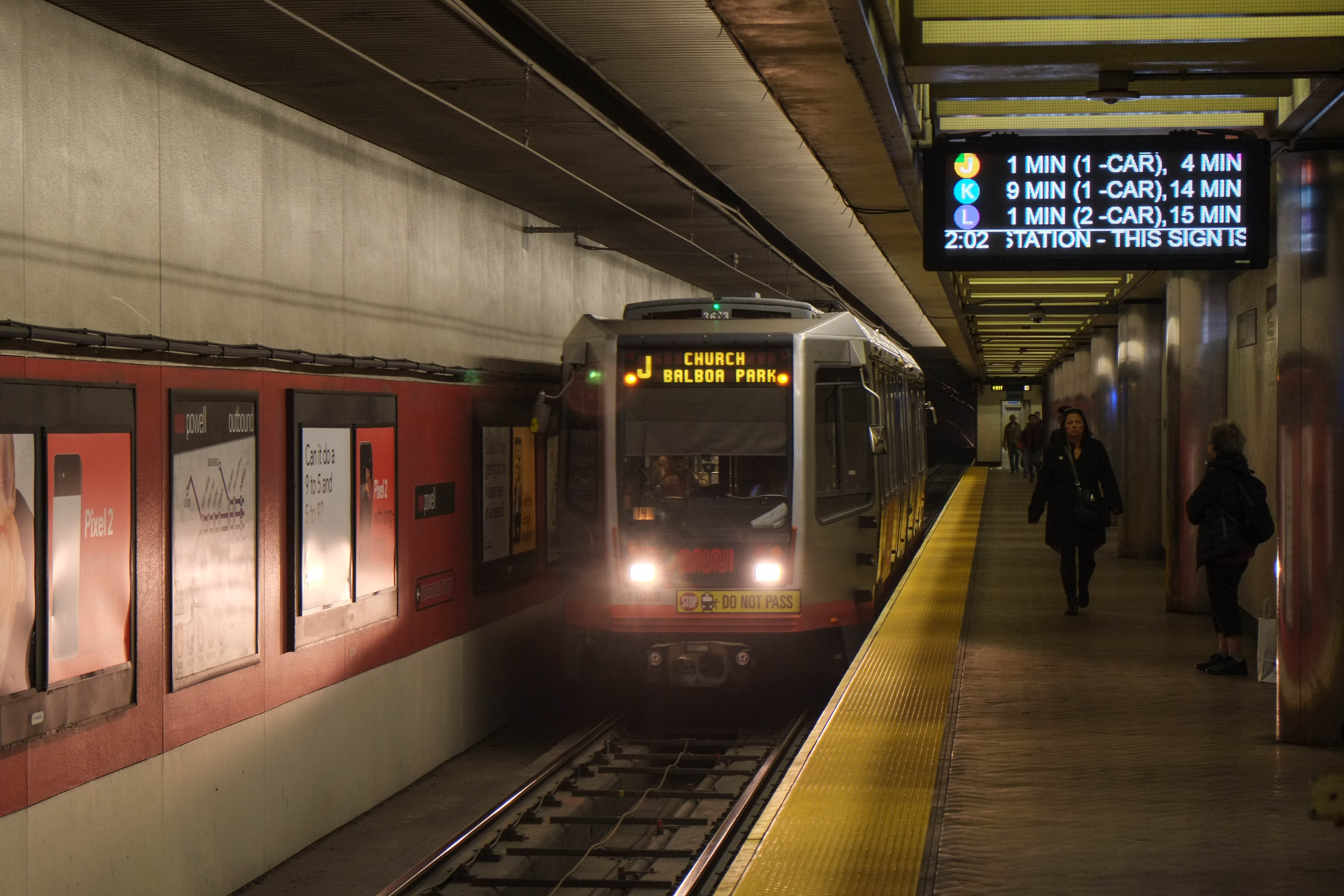
포웰 역에 정차한 J선 외행 열차.

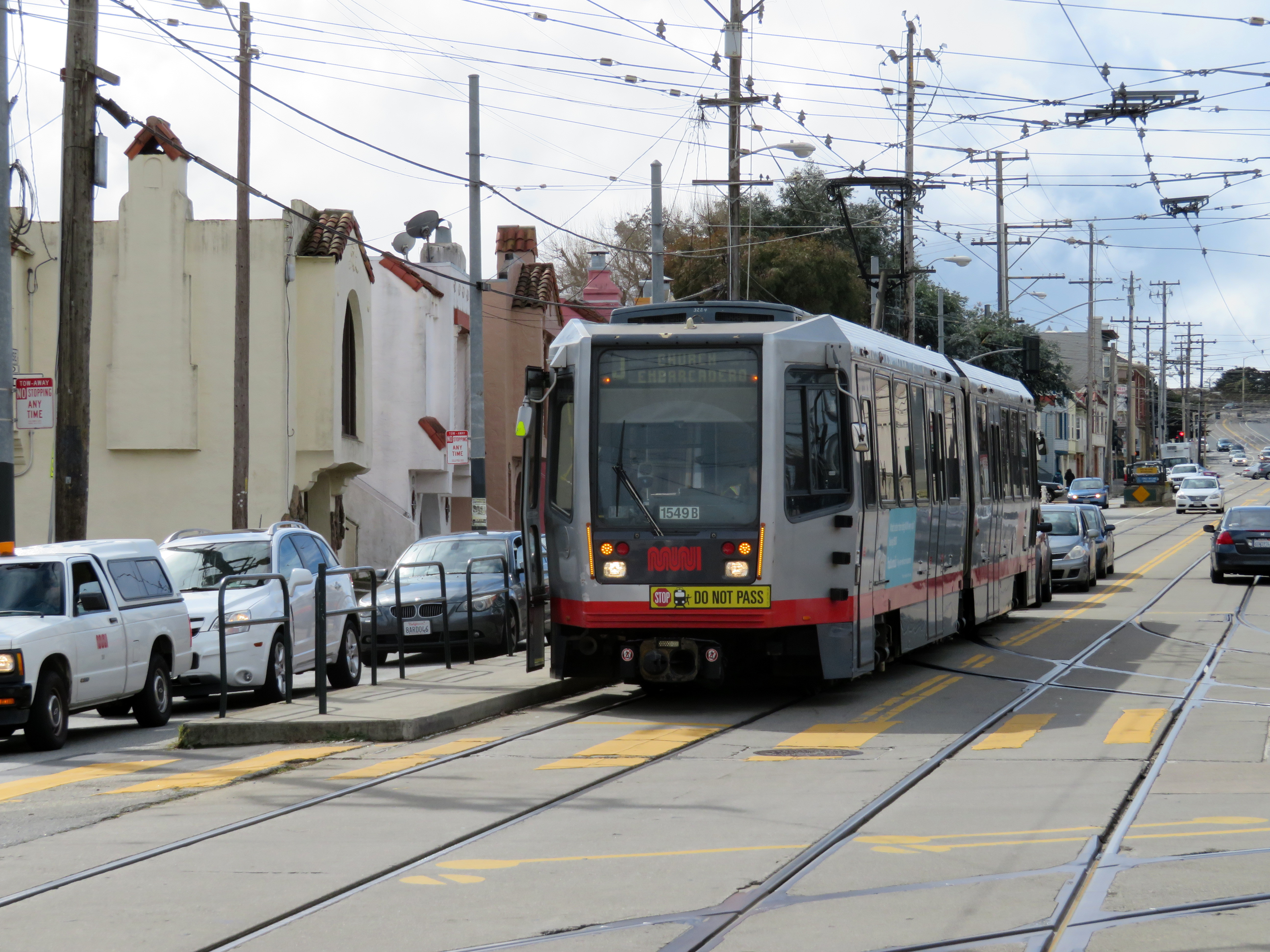
산호세&오션 정류장에 정차한 J선 내행 열차.

뮤니 메트로(Muni Metro)는 뮤니에서 운영하는 라이트 레일 철도 체계이다. 뮤니 메트로는 하루에 156,900 명의 승객이 이용하며 미국에서 두 번째로 혼잡한 경전철 노선이다.
뮤니 메트로는 주로 지상 구간에서 노면상에 운행하지만, 시내 중심에서는 마켓가 아래의 지하에서 운행하며, BART와의 환승도 가능하다. 승강장은 역에 따라 고상과 저상이 혼재되어 있으며, 이에 따라 차량은 출입문에 바닥을 내려 계단으로 만들어 대응하고 있다.
시내 중심부의 지하역 등에는 자동 개찰구가 설치되어 있지만, 다른 많은 역에는 개찰구가 없다. 이 역에서 이용할 때는 승차시 요금을 지불하거나 미리 유효한 승차권을 미리 구입해야 한다.
뮤니 메트로는 19세기 후반부터 샌프란시스코를 운행했던 전통적인 전차 시스템의 현대화 노선이다. 다른 도시의 많은 전차 노선, 심지어 샌프란시스코 자체에서도 제2차 세계대전 이후 버스로 전환되었으나, 1980년대 초까지 5개 노선이 살아남아 새로 건설된 마켓 스트리트 지하철로 전환되었다. 이 시스템은 오늘날 지하 터널, 평면상에서 설치되어 노면 교차로가 있는 전용 궤도, 도로와의 병용 궤도까지 다양한 유형의 구간을 통과한다. 최근 뮤니 메트로는 반세기 만에 샌프란시스코에서 새로운 철도노선이 건설되기 시작하였다. 2007년에 완공된 3번가 라이트 레일(Third Street Light Rail) 연장이 있으며, 센트럴 서브웨이(Central Subway) 같은 다른 계획들도 진행 중이다.

### 노선 목록

노선도

|  | 노선                                   | 개통년도 | 시·종착                                 | 시·종착                                    |
|  | -------------------------------------- | -------- | --------------------------------------- | ------------------------------------------ |
|  | J Church(처치)                         | 1917     | 엠바카데로                              | 발보아 파크                                |
|  | K Ingleside(잉글사이드)                | 1918     | 엠바카데로 T선으로 이어짐               | 발보아 파크                                |
|  | L Taraval(타라발)                      | 1919     | 엠바카데로                              | 워워나 & 46th 애비뉴 (샌프란시스코 동물원) |
|  | M Ocean View(오션 뷰)                  | 1925     | 엠바카데로                              | 산호세 & 제네바 (발보아 파크)              |
|  | N Judah(유다)                          | 1928     | 4th & 킹 / 칼트레인                     | 유다 & 라플라야 (오션 비치))               |
|  | T Third Street(3번가)                  | 2007     | 서니데일                                | 웨스트 포털 K선으로 이어짐                 |
|  | S Shuttle(셔틀) (출퇴근 시간 & 경기일) | 2001     | 엠바카데로 4th & 킹 / 칼트레인 (경기일) | 웨스트 포털                                |

## 기타 노선

### 케이블카

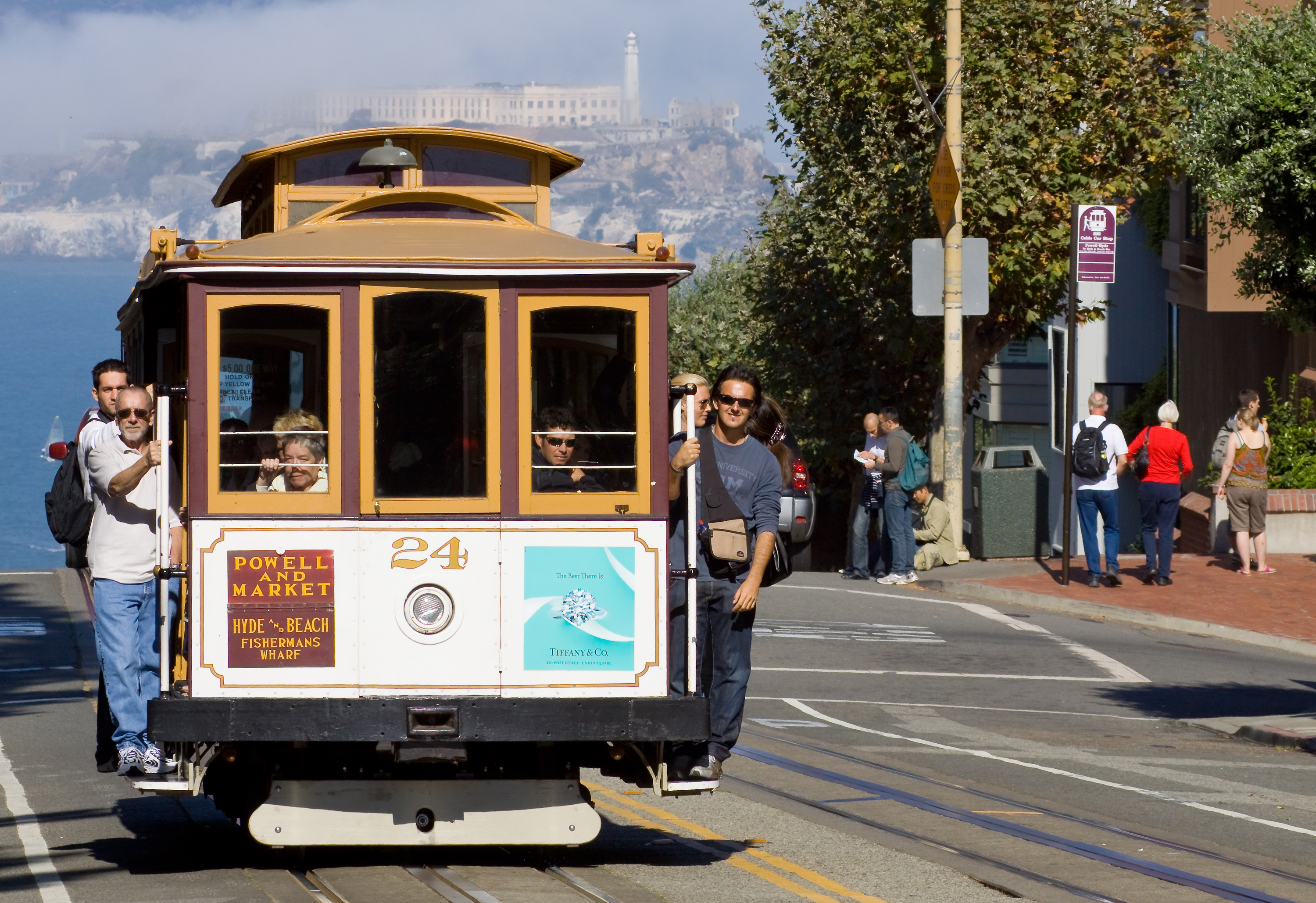
샌프란시스코 케이블카

뮤니는 또한 샌프란시스코 케이블카 시스템을 운영한다. 이 케이블카 시스템은 수동으로 운영되는 케이블카로 이루어진 대형 네트워크의 후신이 되는 보존전차체계이다. 최초의 도시 소유 노선은 1906년에 취득되었지만, 현재의 구성은 여러 이전 노선의 합병으로 1952년 이후로 운영되었다. 이 시스템은 1964년에 미국 국립역사기념물로 지정되었고, 1966년에 미국 국립사적지에 등록되었다.

### 보존전차

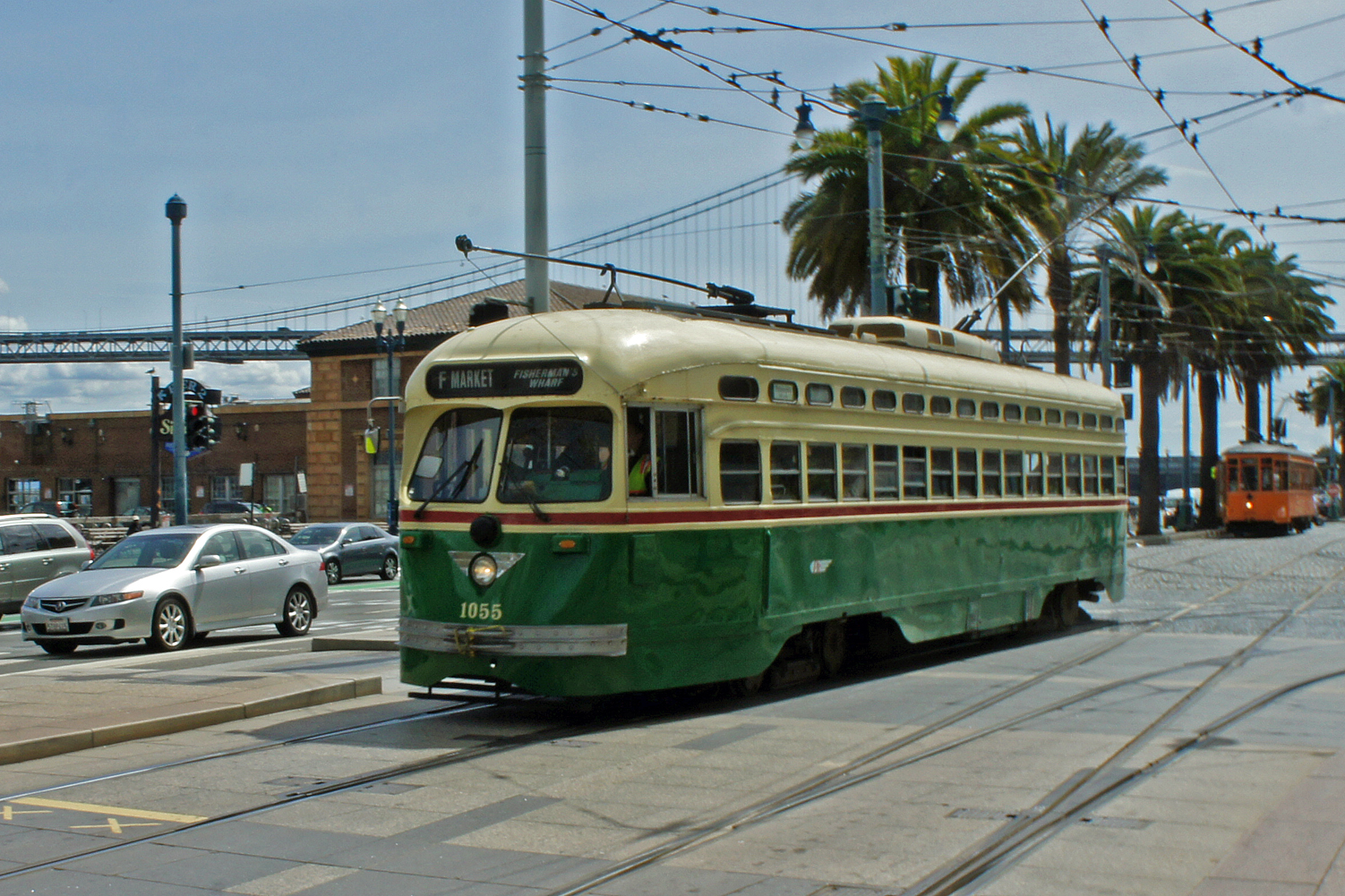
F선의 1055호 보존전차

또한, 뮤니는 뮤니메트로와는 다른 2개의 보존전차 노선인 E선(E Embarcadero)과 F선(F Market & Wharves)을 운영한다. 이전에는 트롤리 페스티발(trolley festivals)을 위해 운영되었지만, 1995년부터 옛 차량의 정기 운행이 시작되었다. 노면 전차는 터널 구간을 지나지 않으며 F선은 마켓 가(뮤니메트로가 형성되기 전의 옛 다운타운 전차 노선)을 따라 트롤리버스에 최적화된 인프라를 사용한다.

## 통계
2017년 뮤니 운행의 평일 기간 점유율

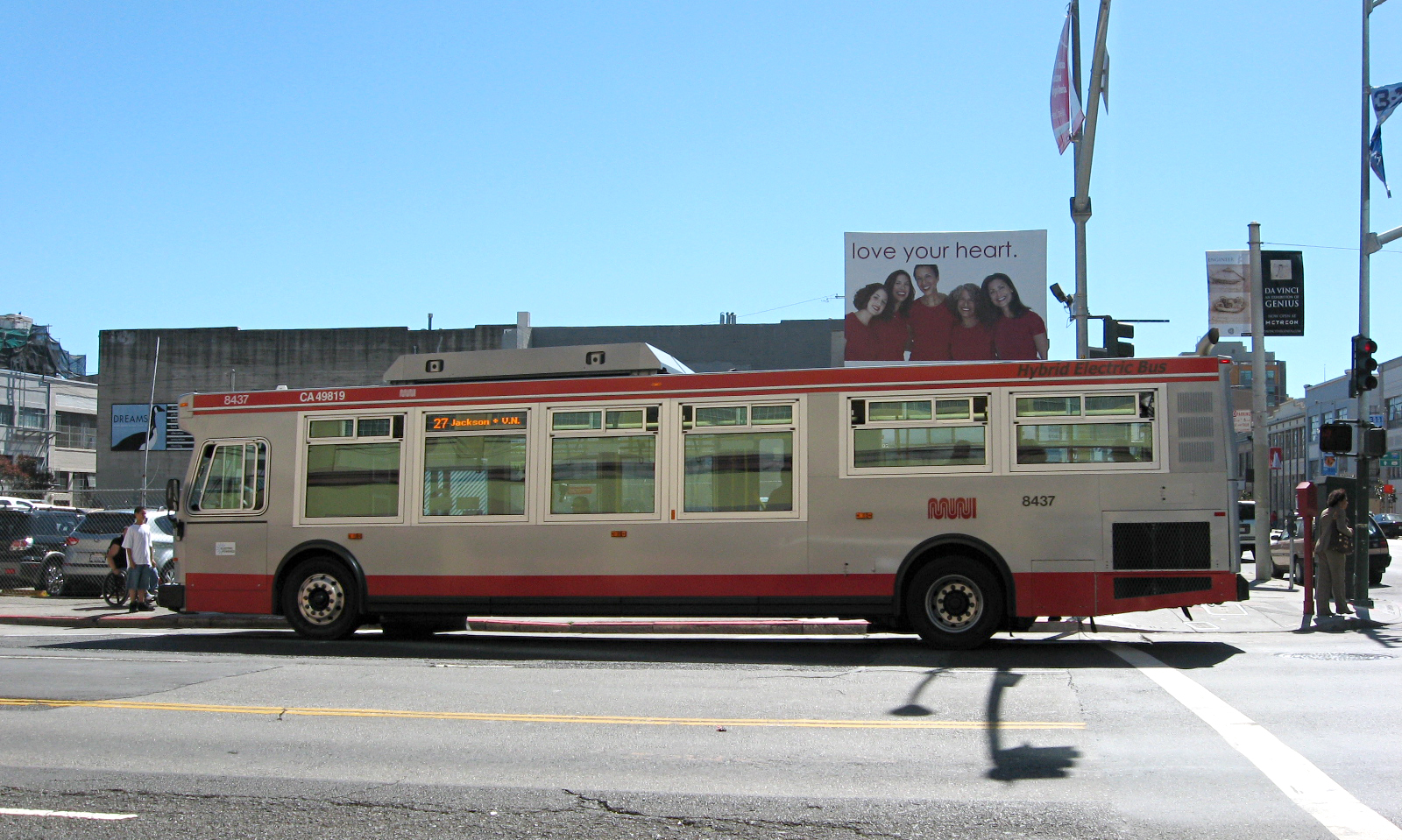
샌프란시스코에서 운행되는 오리온 VII 버스. 이 버스는 2006년에 도입되어 2007년까지 운행했다.

뮤니는 디젤, 전기, 하이브리드 전기 버스, 라이트 레일 차량, 보존 노면전차, 케이블카 등 1000여 대의 차량을 운영하고 있다. 많은 버스들이 디젤로 구동되지만 300대 이상은 가공전차선을 통해 구동되는 무배출 트롤리버스다. 뮤니의 트롤리버스와 전차를 구동시키는 전력은 요세미티 국립공원에 있는 헤츠 헤치 저수지(Hetch Hetchy Reservoir)에서 공급받는다.
뮤니는 2006년에 오리온 버스산업(Orion Bus Industries)에서 하이브리드 전기 버스를 구입하였는데, 디젤 연료이지만 배기 가스 배출량이 적고 연료소비는 19% 줄었다.
케이블카를 제외한 모든 뮤니 노선은 휠체어 탑승이 용이하도록 되어있다. 모든 버스 노선은 자전거 거치대를 가지고 있지만, 전차와 케이블카는 그렇지 않다. 샌프란시스코의 지리적 구성(도시가 언덕 꼭대기 같은 지역에 인접해 있어 차량이 도로를 오르거나 내려오기가 어려워짐) 때문에 뮤니 운영자들은 가파른 지대에 도달해야 하는 버스나 트롤리버스가 필요한 특정 노선에서 저상 버스를 이용하는 것이 금지된다. 그러나 2013년 기준으로, 뮤니에서 더 이상 고가 차량을 구매할 수 없게 되었으며, 2019년에는 모든 차량이 저상버스로 전환된다.
가장 긴 노선은 24.1-마일 (38.8 km)의 91번 노선(91 Owl)이며, 다른 여러 노선이 합쳐지는 야간 전용 노선으로, 가장 긴 주간 노선은 17.4-마일 (28.0 km)의 29번 노선(29 Sunset)이다. 가장 짧은 혼잡시간 노선은 1.4 마일 (2.3 km)의 88번 노선(88 BART Shuttle)이며, 가장 짧은 비혼잡시간 노선은 1.6 마일 (2.6 km)의 39번 노선(39 Coit)이다. 가장 가파른 구간을 오른 차량은 67번 노선(67 Bernal Heights)의 디젤 버스로 23.1%, 24번 노선(24 Divisadero)의 트롤리버스로 22.8%, 파월-하이드 선의 케이블카로 21%, J선(J Church)의 전차로 9%이다.
가장 혼잡한 뮤니 버스 구간은 Geary 구간이다. 이 구간에서 운행하는 두 개의 노선인 38번 일반 노선(38 Geary)과 급행 노선(38R Geary Rapid)이 이 구간을 따라 동서 방향으로 6.5 마일 (10.5 km)가량 이동하며 평균 속도는 8 마일 매 시 (13 km/h)로, 리치먼드 지구에서 트랜스베이 터미널까지 50분 이상 소요된다. 2015년 기준으로 하루 평균 탑승객 수는 총 55,270명으로, 미시시피 서부에서는 로스앤젤레스 메트로 윌셔 구간에 이어 두번째로 붐비는 교통 구간이다.
파월 & 마켓가, 캘리포니아 & 마켓가에서, 세 종류의 궤간이 서로 수백 피트 이내에서 만난다.(BART의 5 ft 6 in (1,676 mm) 광궤 (지하 터널 하단층), 뮤니 메트로의 4 ft 8 1⁄2 in (1,435 mm) 표준궤 (지하 터널 상단층), 샌프란시스코 케이블카의 3 ft 6 in (1,067 mm) 협궤 (두 노선 모두 마켓가 북쪽 수백 피트 떨어진 위치).) 표준궤이기도 한 F선 보존철도는 이곳 마켓가의 가로수에도 있다. 그러나 철도는 직접적으로 교차하지 않는다.

### 정시성
샌프란시스코의 주민들과 방문객들은 종종 SF 뮤니의 비효율성에 대해 언급한다. 1999년 11월 샌프란시스코 유권자들은 최소 85%의 정시 기록을 달성하기 위한 E제안 설정기준을 통과시켰는데, 2012년 7월 뮤니 차량은 정시의 60%를, 2012년 8월에는 정시의 57%를 차지했다.
2013년초 샌프란시스코 시영 교통국이 실시한 보고서에서는 뮤니의 정시율이 58%에 불과했다고 언급했다. 고객에게 총 172,195시간을 지연시켰고 도시의 경제 활동을 연간 5천만 달러까지 줄였다.
2013년에는 57%로 사상 최저를 기록했으며 2014년 1월에는 60%로, 2014년 2월에는 60%로, 2014년 3월에는 60%로 개선되었다.
2019년 현재 실적은 계속 감소하고 있으며, 정시 비율은 다음과 같다.

| 노선         | 정시열차 | 정시지연열차 |
| ------------ | -------- | ------------ |
| L Taraval    | 48%      | 39%          |
| N Judah      | 45%      | 45%          |
| /            | 41%      | 35%          |
| J Church     | 38%      | 51%          |
| M Ocean View | 35%      | 54%          |
| 전노선       | 46%      | 41%          |

## 같이 보기
- 샌프란시스코 케이블카
- 샌프란시스코의 트롤리버스

## 참고 문헌
- Perles, Anthony, with John McKane, Tom Matoff, and Peter Straus, The People's Railway: The History of the Municipal Railway in San Francisco. Glendale: Interurban Press, 1981. ISBN 0-916374-42-4. A detailed, illustrated history of Muni from its inception through 1980. Currently out of print, but used copies are frequently available through booksellers specializing in transportation and railroads.